# Dylan McGeouch
Dylan McGeouch (ur. 15 stycznia 1993 w Glasgow) – szkocki piłkarz grający na pozycji pomocnika w Sunderlandzie.